# سیامک هروی
احمدضیا سیامک هروی (به اختصار سیامک هروی) زاده ۸ ماه مه ۱۹۶۸ میلادی، در هرات، نویسنده، روزنامه‌نگار و دیپلمات اهل افغانستان است. او خبرنگاری، عکاسی و مدیریت در باختر، خبرگزاری رسمی افغانستان، ریاست روزنامه انیس، مدیریت در وزارت خارجه و دفتر سخنگوی ریاست جمهوری افغانستان را در کارنامه دارد، اما عمده شهرتش به خاطر نویسندگی اوست.
از سیامک هروی کتاب‌های زیادی به زبان فارسی چاپ و منتشر شده‌است. آثار او بیشتر مضمون اجتماعی دارد و الهام گرفته از وقایع روز افغانستان و زندگی روزمره در این کشور است.

## اوایل زندگی
سیامک هروی، زاده ۱۹ اردیبهشت سال ۱۳۴۶ خورشیدی در روستای خواجه سرمق، ولسوالی انجیل ولایت هرات در غرب افغانستان است.

## تحصیلات
او آموزش‌های ابتدایی را در لیسه امیر دوست‌محمد خان هرات گذراند و در سال ۱۳۵۹، در کابل به دبیرستان لیسه حبیبیه رفت. سیامک هروی در سال ۱۳۶۲ خورشیدی وارد دانشکده زبان و ادبیات دانشگاه کابل شد و پس از دریافت بورسیه به روسیه رفت.
در شوروی سابق او وارد دانشگاه استاوراپل شد و در رشته زبان و ادبیات روسی، فوق لیسانس گرفت.

## زندگی حرفه‌ای

### خبرنگاری
هروی در سال ۱۳۷۳، کار در خبرگزاری باختر را به عنوان خبرنگار آغاز کرد. او سپس در این خبرگزاری ارتقا کرد و مسئول بخش خبر و بعد مدیر شعبه عکاسی باختر شد.
سیامک پس از سقوط طالبان در سال ۱۳۸۱، رئیس روزنامه انیس در کابل شد. او نشریه انیس را که در دوره جنگ‌های داخلی و حاکمیت طالبان با توالی کمتری (به صورت هفته‌نامه) منتشر می‌شد، دوباره تبدیل به روزنامه کرد.

### کار در دفتر ریاست جمهوری
هروی در فاصله سال‌های ۱۳۸۱ تا ۱۳۸۳ خورشیدی، مدیرمسئولی روزنامه دولتی انیس را به عهده داشت، و سپس وارد دفتر ریاست‌جمهوری افغانستان شد و مسئول بخش خبررسانی دفتر سخنگوی رئیس‌جمهور شد. سیامک در سال ۱۳۸۳ معاون دفتر سخنگوی حامد کرزی رئیس‌جمهور وقت افغانستان شد.

### کار در وزارت خارجه
در سال ۱۳۹۲، سیامک هروی به وزارت خارجه افغانستان منتقل شد و معاون سخنگوی وزیر خارجه شد. او سپس به عنوان دیپلمات به سفارت افغانستان در لندن اعزام شد و بعد «مستشار وزیرمختار» یا معاون سفیر افغانستان در بریتانیا شد. سیامک هروی در فاصله ماه مارس ۲۰۱۵ تا ماه ژوئن ۲۰۱۶، سرپرست سفارت افغانستان در لندن بود.

#### استعفا
او در جون سال ۲۰۱۶ از ماموریتش به عنوان معاون سفیر و سرپرست سفارت افغانستان در لندن، استعفا داد و دیگر به کشورش بازنگشت و در توجیه کناره‌گیری از کار در دولت افغانستان گفت: «تصمیم گرفتم استعفا بدهم و دیگر در حکومتی که آغوشش به قصابانی مثل حکمتیار، طالب و داعش باز است، کار نکنم».

### نویسندگی
شهرت اصلی سیامک هروی، بیشتر از پیشینه کار او در وزارت خارجه افغانستان، دفتر ریاست جمهوری یا سفارت افغانستان در لندن، به خاطر کارهای ادبی او و رمانی‌هایی است که از خود برجای گذاشته‌است. او در مدت یک دهه، هفت رمان نوشته‌است. از او در مجموع تاکنون ۱۰ جلد کتاب منشتر شده‌است.
سیامک هروی نخستین کتابش را که مجموعه‌ای از داستان‌های عامیانه هرات است، در دهه ۱۳۶۰ خورشیدی منتشر کرد. هروی می‌گوید زمانی که در اولین سال‌های پس از فروپاشی حکومت طالبان در افغانستان، مدیر مسئول روزنامه دولتی انیس بوده، تصمیم می‌گیرد مطلبی دربارهٔ رمان‌نویسی در این کشور بنویسد. اما زمانی که شروع به تحقیق در این باره می‌کند، هرچه پیشتر می‌رود، بیشتر گرفتار یاس و ناامیدی می‌شود. سر نخ تحقیقات او به گفته خودش به چند آدم انگشت‌شمار می‌رسد که آنها نیز رمان‌های شان کمتر حکایتی از وضعیت جاری افغانستان داشتند. او در مصاحبه‌ای به بی‌بی‌سی فارسی گفته‌است از آنجایی که تلاش‌هایش برای تشویق به رمان‌نویسی در افغانستان با استقبال چندانی روبرو نشده، خودش تصمیم گرفته نوشتن رمان را درپیش گیرد.
هروی پس از کناره‌گیری از کار در دولت افغانستان تصمیم گرفت بیشتر بر نویسندگی تمرکز کند. او به تلویزیون یک افغانستان گفت: خرسندم … که فرصتی برای تمرکز بر روی کتاب‌ها و نوشته‌هایم دارم. امیدوارم من‌بعد بتوانم بیش‌تر درد و آلام مردمم را در کتاب‌هایم منعکس کنم.

## آثار
مرغ تخم طلایی
مرده‌های عصبانی
اشک‌های تورنتو در پای درخت انار
گرگ‌های دوندر
سرزمین جمیله
تالان
گرداب سیاه
بازگشت هابیل
بوی بهی
دختران تالی
خدایان منسوح
در رکاب عشق
چهار فصل سقوط

## جوایز و افتخارات
کتاب گرگ‌های دوندر، نوشته سیامک هروی، در دی‌ماه سال ۱۳۹۵، برنده جایزه ادبی جلال آل‌احمد در ایران شد.
حامد کرزی، رئیس‌جمهوری پیشین افغانستان همچنین در مهرماه سال ۱۳۹۱، به پاس خدمات سیامک هروی در عرصه فرهنگ و ادبیات، به او مدال افتخار اعطا کرد.

## ترجمه و انتشار
کتاب بازگشت هابیل، اثر سیامک هروی، در سال ۲۰۱۶ میلادی در لندن به زبان انگلیسی ترجمه شده‌است. نسخه چاپی این کتاب را به نام انگلیسی Return of Abel در انتظار انتشار است.
دو رمان اشک‌های تورنتو در پای درخت انار و گرگ‌های دوندر، نوشته سیامک هروی، به زبان پشتو ترجمه شده‌است.
هفت رمان سیامک هروی را نشر نبشت منتشر کرده‌است. همچنین ۸ کتاب این نویسنده در افغانستان توسط نشر زریاب منتشر می‌شود.
همچنین انتشارات H&S Media دو کتاب بازگشت قابیل و گرگ‌های دوندر را منشتر کرده‌است.